# Oley Sassone
Oley Sassone (* 5. November 1952 in New Orleans, Louisiana, Vereinigte Staaten) ist ein US-amerikanischer Film- und Fernsehregisseur und Kameramann, bekannt ist er für The Fantastic Four und Xena – Die Kriegerprinzessin.

## Leben
Bevor Oley Sassone Filmemacher wurde, war er Mitglied einer Punkband namens Sex Dog. Eines Tages wurde Sassone von den Mitgliedern einer lokalen Band aus New Orleans, den Red Rockers, gebeten, ein Musikvideo für ihren Song „China“ zu drehen. Dieses Video war der Ausgangspunkt für seine Karriere, in deren Verlauf er fast 100 Musikvideos drehte. Der B-Movie-Regisseur Roger Corman wurde auf seine Arbeit aufmerksam und beauftragte ihn mit der Regie des Actionfilms Bloodfist III und des Thrillers Final Embrace.
Sassone erhielt von Corman das Angebot, einen Film über die Fantastischen Vier zu drehen. Es gab nur zwei Bedingungen. Der Beginn der Produktion sollte innerhalb von drei Wochen sein und das Budget unter 2 Millionen Dollar liegen. Trotz aller Widrigkeiten haben sie es geschafft. Es wurde sogar eine Werbekampagne gestartet, ein Trailer veröffentlicht und ein Premierentermin wurde festgelegt. Doch der Film kam nie in die Kinos. Was Sassone nicht wusste, es gab nie die Absicht, den Film zu veröffentlichen. Die Neue Constantin Film, die die Rechte an den „Fantastischen Vier“ besaß, war vertraglich verpflichtet, bis Ende des Jahres einen Film über die „Fantastischen Vier“ zu drehen, sonst würde sie die Rechte an dem Franchise verlieren.
Sassone drehte im Anschluss ein paar weitere Filme, war aber hauptsächlich bis in die 2000er Jahre für verschiedene Fernsehserien tätig. Außerdem trat er auch als Kameramann in Erscheinung.

## Filmografie

### Regisseur

#### Filme
- 1989: The Roommate (Kurzfilm)
- 1991: Bloodfist 3 – Zum Kämpfen verurteilt (Bloodfist III: Forced to Fight)
- 1991: Cold Sweat (Final Embrace)
- 1994: Future Shock (Episodenfilm)
- 1994: The Fantastic Four
- 1994: The Getaway Coup – Schon wieder auf der Flucht (Fast Getaway II)
- 1994: Der Sunset-Killer 4 (Relentless IV: Ashes to Ashes)
- 1995: Heimliche Zeugen
- 1996: Playback – Liebe zu viert (Playback)
- 2006: Cradle of Lies
- 2021: Garden District (Kurzfilm)

#### Serien
- 1996–1997: Hercules: The Legendary Journeys (3 Folgen)
- 1997: Der Sentinel – Im Auge des Jägers (1 Folge)
- 1997–1998: Xena: Die Kriegerprinzessin (5 Folgen)
- 1998: Viper (1 Folge)
- 1998: Mortal Kombat: Conquest (2 Folgen)
- 1998–1999: Palm Beach-Duo (2 Folgen)
- 1999–2000: Martial Law – Der Karate-Cop (5 Folgen)
- 2000: Freedom (2 Folgen)
- 2002: Adventure Inc. – Jäger der vergessenen Schätze (3 Folgen)
- 2003: Mutant X (3 Folgen)
- 2003–2004: She Spies (2 Folgen)

#### Musikvideos
- 1984: The Romantics – One in a Million
- 1985: Mr. Mister – Broken Wings
- 1985: Mr. Mister – Is It Love
- 1985: Natalie Cole – Dangerous
- 1986: Juice Newton – Hurt
- 1986: Autograph – Blondes in Black Cars
- 1986: Eric Clapton – It’s in the Way That You Use It
- 1987: Wang Chung – Hypnotize Me
- 1987: Robert Cray – Right Next Door (Because of Me)
- 1987: Bruce Hornsby and the Range – Every Little Kiss
- 1988: Miki Howard feat. Gerald Levert – That's What Love Is
- 1989: Gloria Estefan – Here We Are
- 1989: Gloria Estefan – Toda Pra Você
- 1989: Jerry Lee Lewis – Great Balls of Fire
- 1989: John Lee Hooker Feat. Bonnie Raitt – I'm in the Mood
- 1990: Janata – The River
- 1990: Buckwheat Zydeco – Hey Good Looking
- 1990: John Lee Hooker – Baby Lee

### Kameramann
- 1990: Janata – The River (Musikvideo)
- 1990: Buckwheat Zydeco – Hey Good Looking (Musikvideo)
- 1990: John Lee Hooker – Baby Lee (Musikvideo)
- 2013–2014: Family Style with Chef Jeff (Serie, 14 Folgen)
- 2014: Flip My Food with Chef Jeff (Serie, 58 Folgen)
- 2016: A New Wrinkle (Kurzfilm)